# Kapsida
Kapsída je beljakovinski plašč virusov, ki obdaja virusni genom in je sestavljen iz kapsomer, urejenih v poliedre ali vijačnico. Kapsido skupaj z virusnim genomom imenujemo nukleokapsida. Nekateri virusi sestojijo samo iz nukleokapside, drugi pa imajo še ovojnico.
Kapside na splošno razvrščajo glede na njihovo zgradbo. Večina virusov ima kapsido v obliki vijačnice ali ikozaedra. Pri nekaterih virusih, na primer bakteriofagih, so kapside zapletenejših oblik zaradi omejitev glede prožnosti in elektrostatičnosti.  Ikozaedrična kapsida je zgrajena iz 20 enakostraničnih trikotnikov in je v približno kroglaste oblike, medtem ko je vijačna kapsida cilindrične oblike.  Ploskve, ki sestavljajo kapsido, so zgrajene iz ene ali več beljakovin. Na primer, ploskve kapside virusa slinavke in parkljevke so zgrajene iz treh raznovrstnih beljakovin, poimenovanih VP1, VP2 in VP3.